# FC Bourg-Péronnas
Der Football Club Bourg-Péronnas ist ein französischer Fußballverein aus den beiden, im östlichen Département Ain (Ordnungszahl: 01) gelegenen Nachbarstädten Bourg-en-Bresse und Péronnas.

## Geschichte
Gegründet wurde der FC Bourg-Péronnas 1942, als zwei örtliche Klubs fusionierten, um unter den schwierigen Bedingungen des Zweiten Weltkrieges und der deutschen Besetzung den Spielbetrieb aufrechterhalten zu können. Seit der Gründung einer Kapitalgesellschaft für den Berufsfußball im Sommer 2015 nennt der Klub sich vollständig Football Bourg-en-Bresse Péronnas 01.
Die Vereinsfarben sind Blau und Weiß. Die Fußballer tragen ihre Heimspiele im Stade Marcel-Verchère in Bourg-en-Bresse aus, das eine Kapazität von 11.386 Zuschauern aufweist. Die Ligamannschaft wird derzeit trainiert von Hervé Della Maggiore.
(Stand: November 2016)

## Ligazugehörigkeit und Erfolge
Professionellen Status hat Bourg-Péronnas vor 2015 noch nie besessen. Die Fußballer des Vereins spielten über viele Jahre in unteren regionalen Ligen, ehe sie in die Division d’Honneur, die höchste regionale Amateurspielklasse, und in den 1990er Jahren weiter in die landesweite CFA 2 aufstiegen. In der Folgezeit pendelte der FCBP zumeist zwischen fünfter und vierter Liga. 2003 gelang ihm zum ersten Mal in der Vereinsgeschichte der Aufstieg in die semiprofessionelle dritthöchste Spielklasse; dort hielt er sich allerdings nur für ein Jahr. Zur Saison 2012/13 hatte er sich sportlich erneut für die National (D3) qualifiziert, und am Ende der Saison 2014/15 stieg er sogar in die Ligue 2 auf.
Erfolgreicher war der Verein im Pokalwettbewerb um die Coupe de France. 1993 war ihm zum ersten Mal der Einzug in die landesweite Hauptrunde gelungen, wo im Zweiunddreißigstelfinale gegen den FC Nantes allerdings sogleich das Pokal-Aus erfolgte. 1998 hingegen setzten sich die damals viertklassigen Fußballer nacheinander – und in beiden Duellen während der regulären Spielzeit – gegen die Erstligisten HSC Montpellier und FC Metz durch, ehe sie in der Runde der besten acht Teams gegen den „großen Nachbarn“ Olympique Lyon mit 0:1 unterlagen. Zu allen drei Heim-Begegnungen hatte Bourg-Péronnas das Stade Gerland von Lyon als Austragungsort gewählt. Wiederum fünf Jahre später kamen die Amateure nach Erfolgen über Zweitligist Racing Strasbourg und den FCO Dijon bis in das Achtelfinale, in dem sie am späteren Wettbewerbsgewinner AJ Auxerre scheiterten.
Zum bisher letzten Mal sorgte der Verein in der Austragung 2011/12 für landesweite Schlagzeilen. Nachdem er mit dem AC Ajaccio wiederum einen Erstligisten aus dem Wettbewerb geworfen hatte, wurde ihm für das Achtelfinale Olympique Marseille zugelost. Bourg-Péronnas besaß Heimrecht und wollte das Spiel in Saint-Étienne austragen. Aufgrund des Wintereinbruchs Anfang Februar 2012 musste die Partie zweimal abgesagt werden; dann entschied die Pokalkommission des Verbandes FFF kurzfristig, das Match „wegen des [dortigen] Risikos von Schneefällen“ nach Marseille zu verlegen. Dieses „Heimspiel“ im Stadion des Gegners verlor der Viertligist mit 1:3.

## Bekannte ehemalige Spieler und Trainer
- Lionel Cappone (* 1979)
- François Clerc (* 1983, als Jugendlicher)
- César M’Boma (* 1979)
- Didier Otokoré (* 1969), ivorischer Nationalspieler